# Глазковский некрополь
Глазко́вский некро́поль — археологический памятник Иркутской области, единственный в мире сохранившийся в центре большого города Иркутска. Здесь найдены захоронения и стоянки людей, живших более 7—8 тысяч лет назад (неолит) и даже более 30—35 тысяч лет, то есть в поздний период древнего каменного века (верхний палеолит). Известен с 1887 года. Расположен в районе Кайской горы на левом берегу реки Ангары. Основная часть находится на территории парка Парижской коммуны в районе Глазково Свердловского округа Иркутска. Здесь обнаружены погребения двух культур — ранненеолитической китойской и глазковской культуры бронзового века.
Выставка находок Глазковской культуры в Государственном Историческом Музее, Москва

## Раскопки
Первые в истории Иркутска раскопки могильника на территории «Циклодрома» (нынешний стадион «Локомотив») провёл в 1928 году сотрудник кафедры исторического факультета Иркутского государственного университета Михаил Герасимов. При рытье ямы рабочие обнаружили погребение, окрашенное в красный цвет (это была минеральная краска кровавик, хорошо известная в древности). Раскопано более 80 погребений, около 300 уничтожено при строительстве Транссибирской железнодорожной магистрали и при застройке города. Исследованы одиночные и групповые захоронения. В большинстве могил тела погребенных, обильно окрашенные охрой, располагались на спине, головой на северо-восток. Среди сопровождающего инвентаря — каменные топоры, рыболовные крючки, костяные игольники с иглами, наконечники копий, украшения из клыков кабана, марала, зелёного и белого нефрита, встречаются скульптурные изображения голов лосей и рыб. По могилам видно имущественное различие захороненных. Например, в одной могиле обнаружено около 200 предметов, которые лежали на дне ямы, а поверх них, вероятно гораздо позже, было положено тело мужчины. Предположительно, тело долго пролежало на поверхности, возможно, зашитое в шкуру, оно служило предметом почитания и поклонения соплеменников. Академик А. П. Окладников предполагал, что у древних людей существовало бытовое рабство, то есть после смерти хозяина убивали слугу или наложницу, чтобы было кому сопровождать покровителя в царство мертвых.
Сохранением Глазковского некрополя занимается Служба по охране объектов культурного наследия Иркутской области. Ведутся проектные работы по созданию музея на месте археологического комплекса «Глазковский некрополь».
Площадь раскопок — около 400 метров. Из холма 20 на 20 метров можно извлечь около 80—100 могил. Раскоп можно было бы закрыть стеклянным куполом, по которому могли бы гулять люди, наблюдая, как работают в реальных условиях археологи. Идее, что Глазковский некрополь надо сделать музеем, скоро стукнет сто лет. Ещё в начале XX века губисполком одним из своих постановлений распорядился «попытаться создать музей на базе Глазковского некрополя». Но многих сейчас пугает цена проекта — по предварительным подсчётам, на него нужно не менее 1,1 млрд рублей.
«Если представить, что существование человеческого общества — это толстая книга, то Глазковский некрополь — это целая, нетронутая строчка этой книги, — говорит Михаил Скляревский. — Тогда как многие другие археологические памятники России — это десятая либо даже сотая часть одной-единственной буквы».
В Иркутском государственном техническом университете были разработаны в разные годы три разных проекта создания музея, в том числе и проект, когда останки древних людей находились бы под стеклянным покровом и были доступны для обзора. Однако власти до сих пор не заинтересовались данным проектом. Ориентировочная стоимость создания такого музея — около 40 млн рублей.

Владимир Базалийский о Глазковском некрополе:
«Да сравните — на всей территории Восточной, Западной Сибири и Дальнего Востока было раскопано столько же могил этого периода, сколько на одном могильнике „Локомотив“!»

## Палеогенетика
На участке Локомотив Глазковского некрополя (8000—6800 л. н.) у обитателей эпохи неолита определены Y-хромосомные гаплогруппы R1a1-M17 (LOK_1980.006 и LOK_1981.024.01), K, С3 и митохондриальные гаплогруппы F, A, D, C, U5a, G2a. У образца DA357 (7981—7725 лет назад) определена Y-хромосомная гаплогруппа C2b1a1 и митохондриальная гаплогруппа A+152+16362.
На стоянке Шаманка II определены Y-хромосомные гаплогруппы K. У представителей китойской культуры из могильника Локомотив, живших 8125—6885 лет назад, определены митохондриальные гаплогруппы A, C, D, F, G (субклада G2a), U (субклада U5a).
У образцов ранней бронзы GLZ001 (4788—4445 л. н.) и GLZ002 (4518—4300 л. н.) из Глазково (Glazkovskoe predmestie) определена Y-хромосомная гаплогруппа C2b1 и митохондриальные гаплогруппы C4 и C4a1a+195, у образца GLZ003 (4519—4417 л. н.) определена митохондриальная гаплогруппа R1b1 и Y-хромосомная гаплогруппа Q1a2a.
Выявленная у мужчин со стоянки Глазково (Cisbaikal_LNBA) Y-хромосомная гаплогруппа Q-YP1691 (Q1a2b) с высокой частотой встречается у кетов и с более низкой — в самодийских и сибирских тюркских популяциях. Компонент Cisbaikal_LNBA можно считать генетическим маркером-индикатором для распространения ранних носителей енисейского языка.

## Интересные факты
- По возрасту на две тысячи лет старше египетских пирамид.
- Предполагается, что объединённый комплекс Глазковского некрополя и создающегося на базе Кайской рощи публичного Иркутского Ботанического сада станет туристско-рекреационным «ядром» левобережной части Иркутска.

## Публикации
- Сокровища Кайской горы[11]
- Древнейшие погребальные комплексы Иркутской области  (недоступная ссылка)
- Ведутся проектные работы по созданию музея на месте археологического комплекса Глазковский некрополь
- Глазковский некрополь станет музеем. Газета «Номер Один» от 29 сентября 2006 года
- В. И. Базалийский. Глазковский некрополь: к 100-летию открытия древнейших сибирских захоронений. Редакционно-изд. отдел Упрполиграфиздата, 1987, 32 с.
- Юлия Сергеева. Смотрите под ноги — там музей. Иркутский репортер: 05 февраля 2010

## Карты и схемы
- Ситуационный план Глазковского некрополя см. в тексте статьи
- GeoHack — Глазковский некрополь
- Глазковский некрополь на Google Map